# Zinnia elegans
Zinnia elegans L. è una pianta appartenente alla famiglia delle Asteracee.
Attira molte farfalle a causa della corolla colorata e vivace.

## Galleria d'immagini

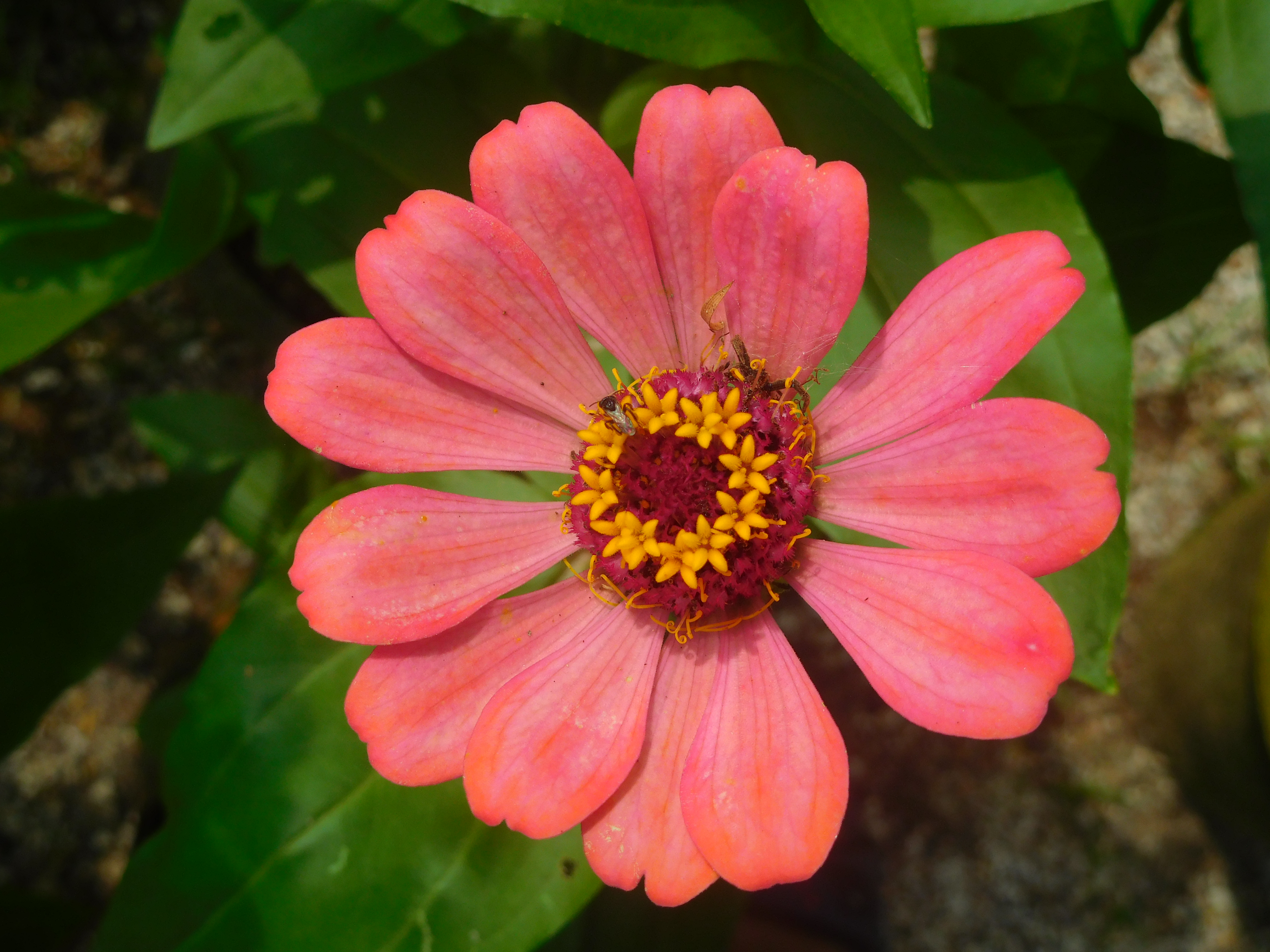
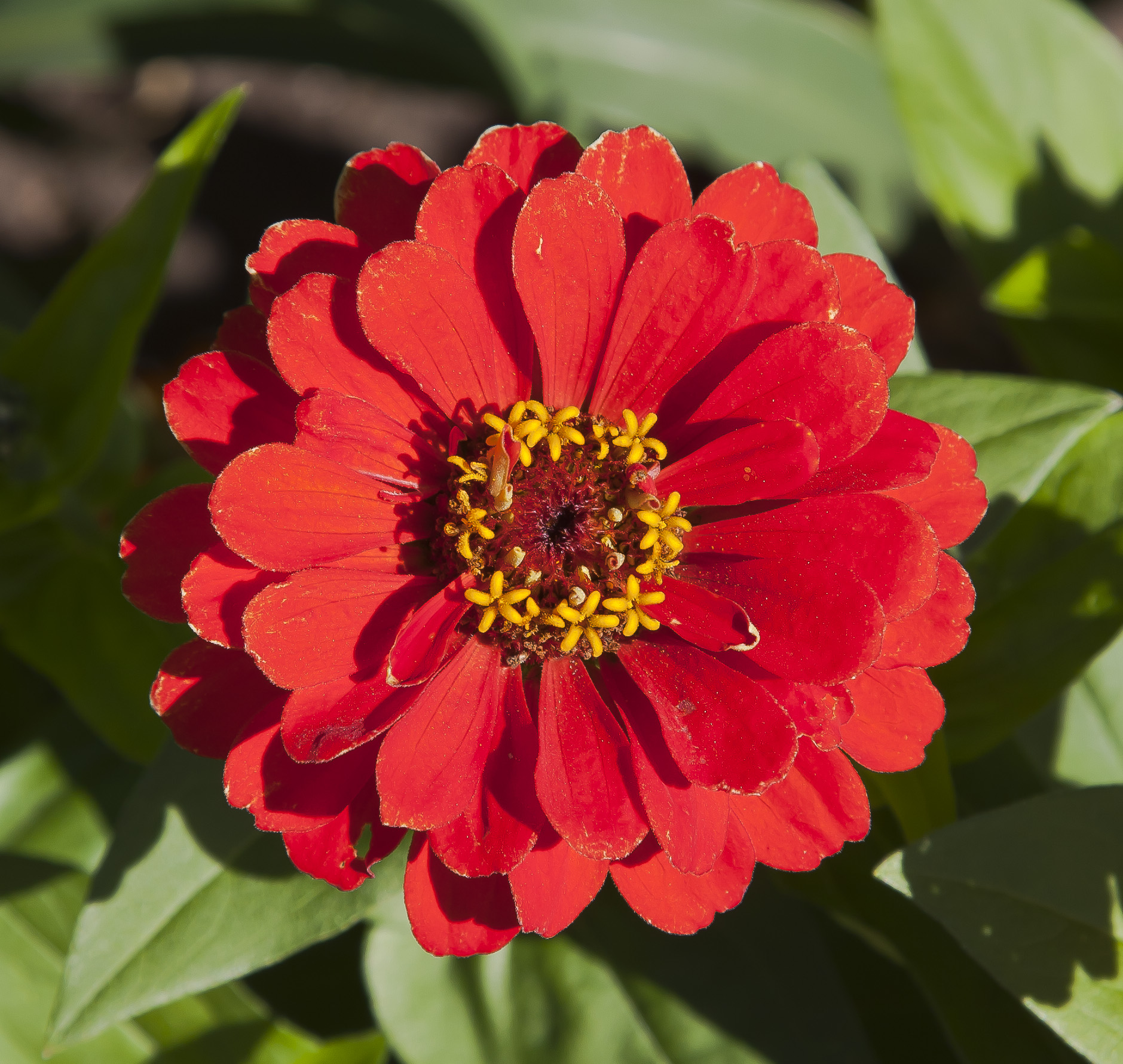
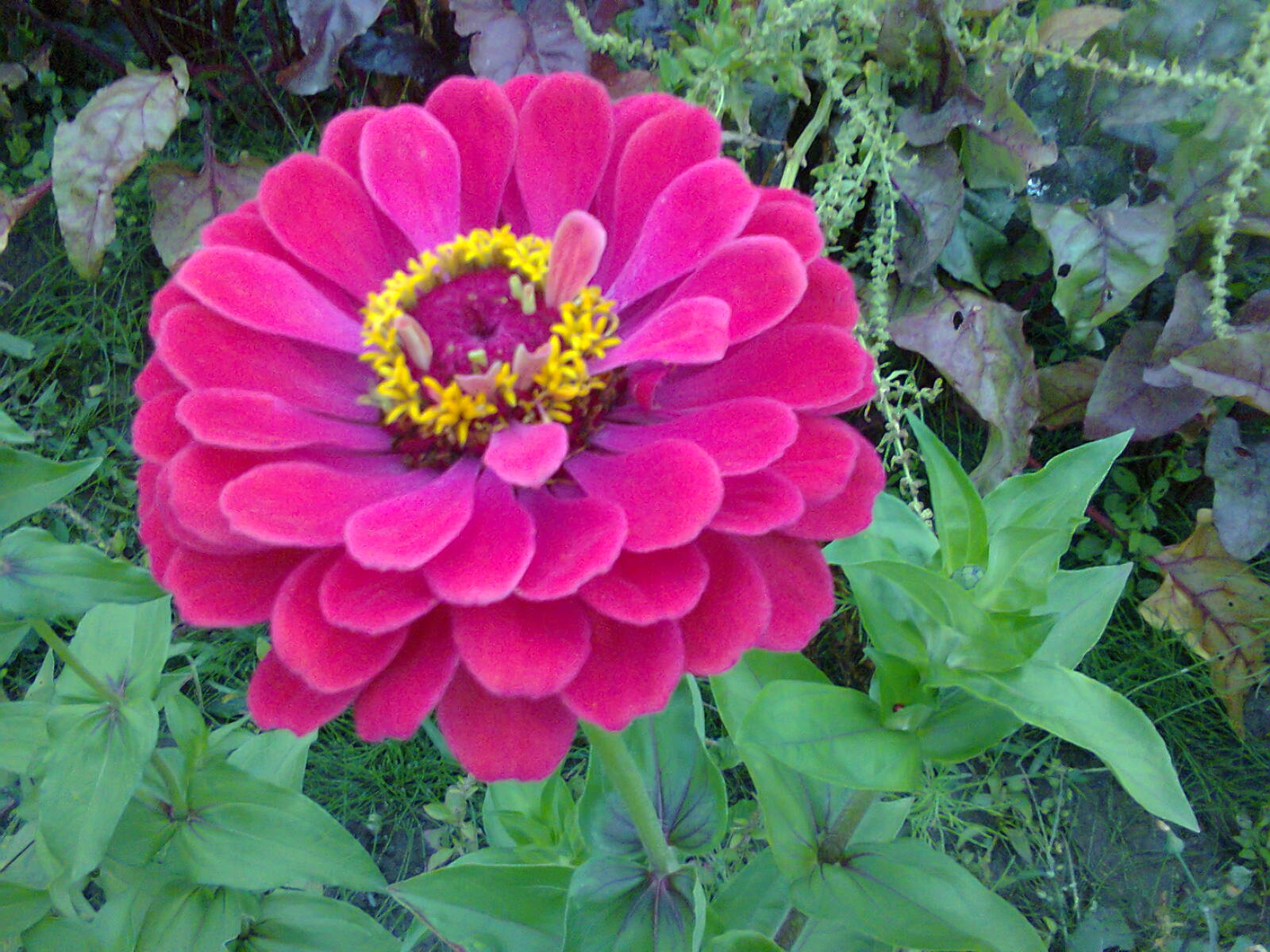
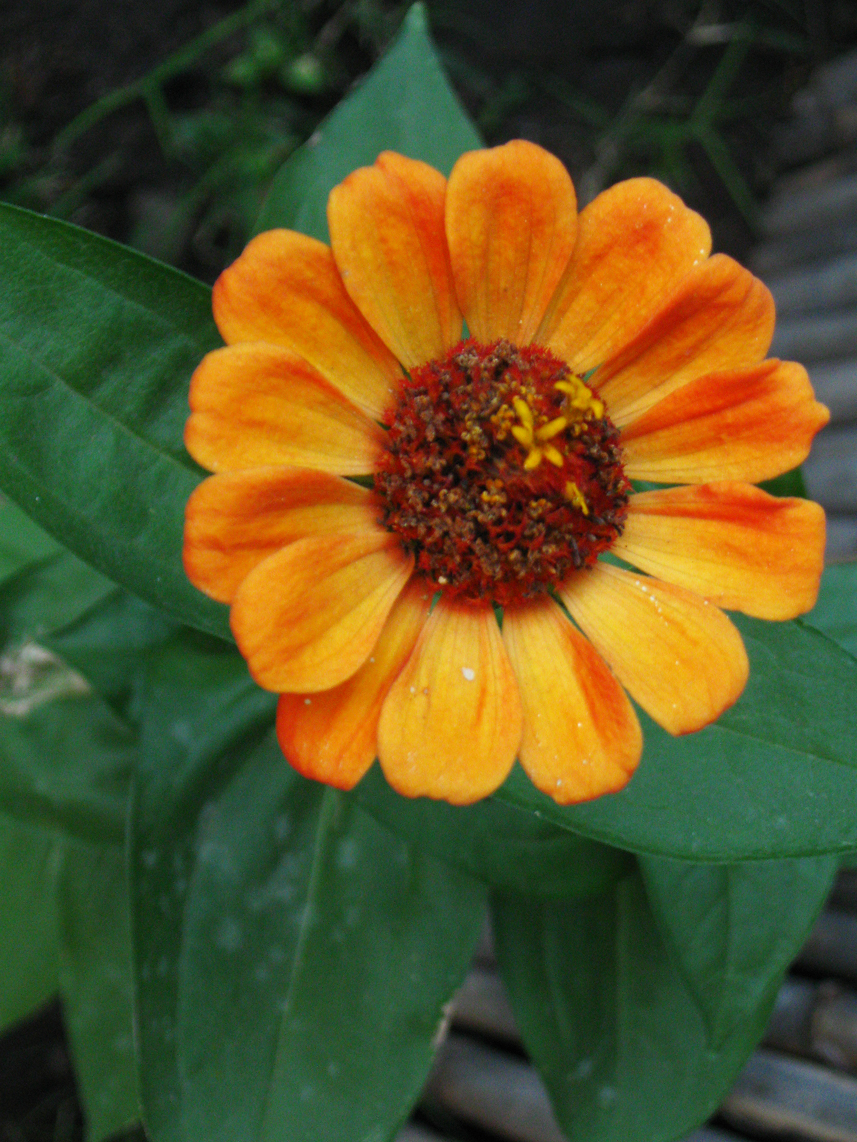
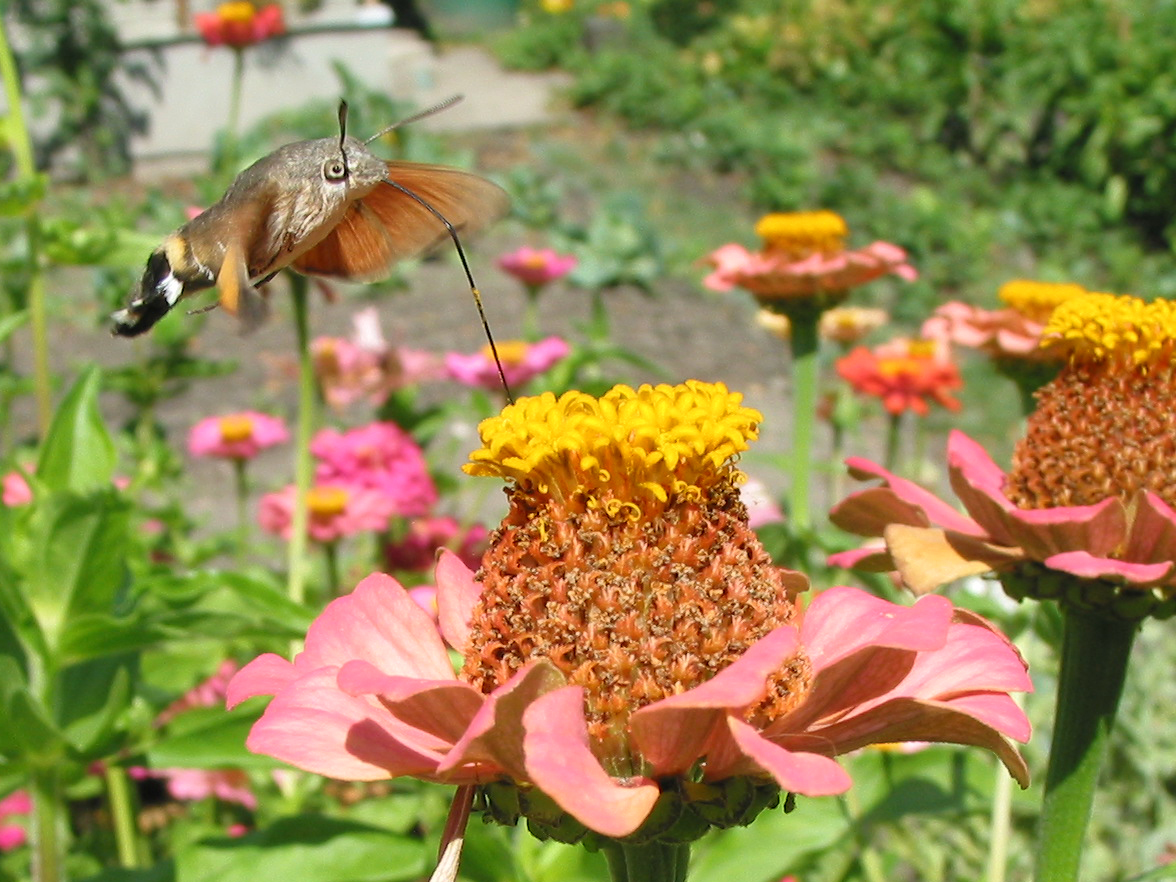
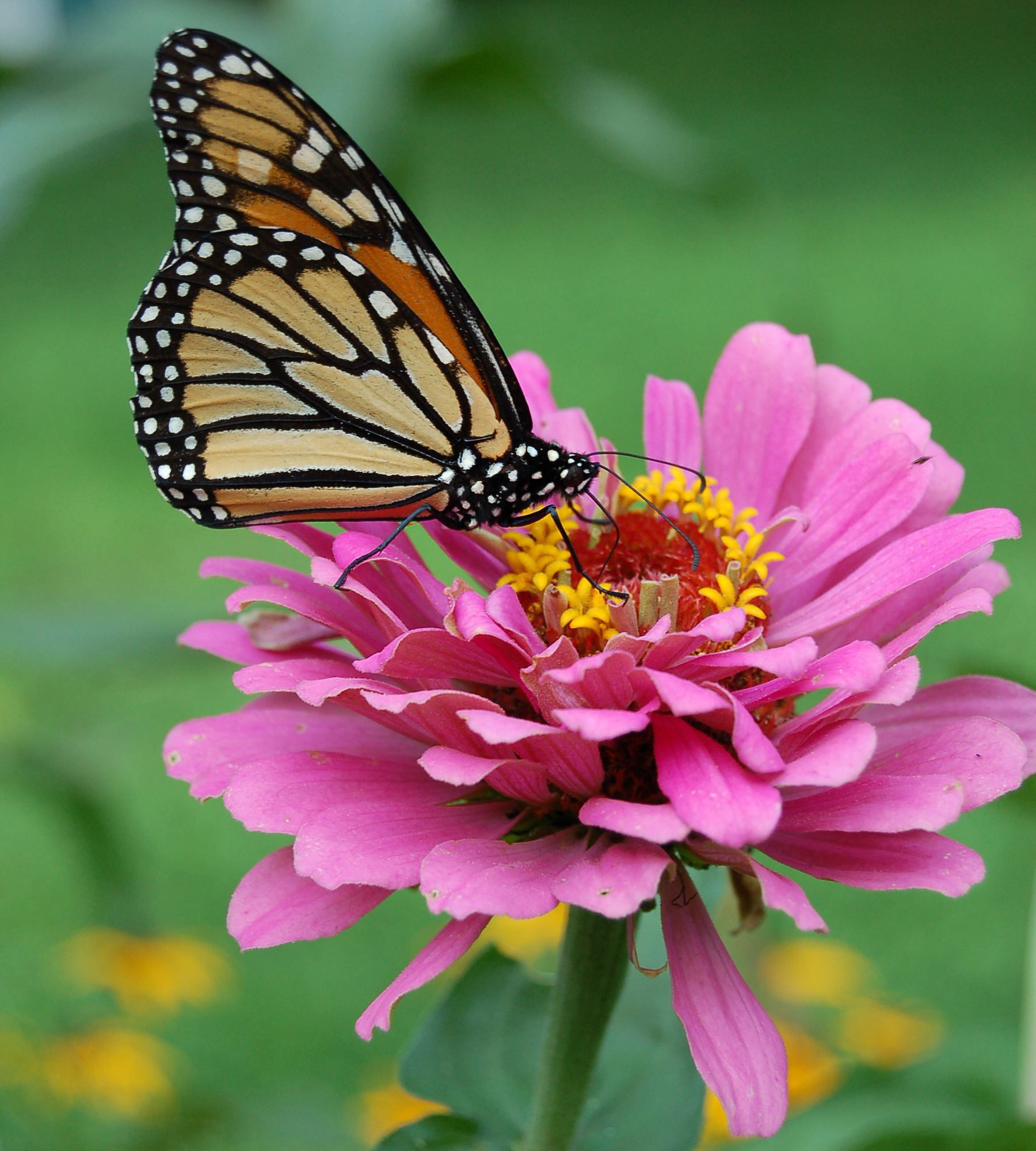
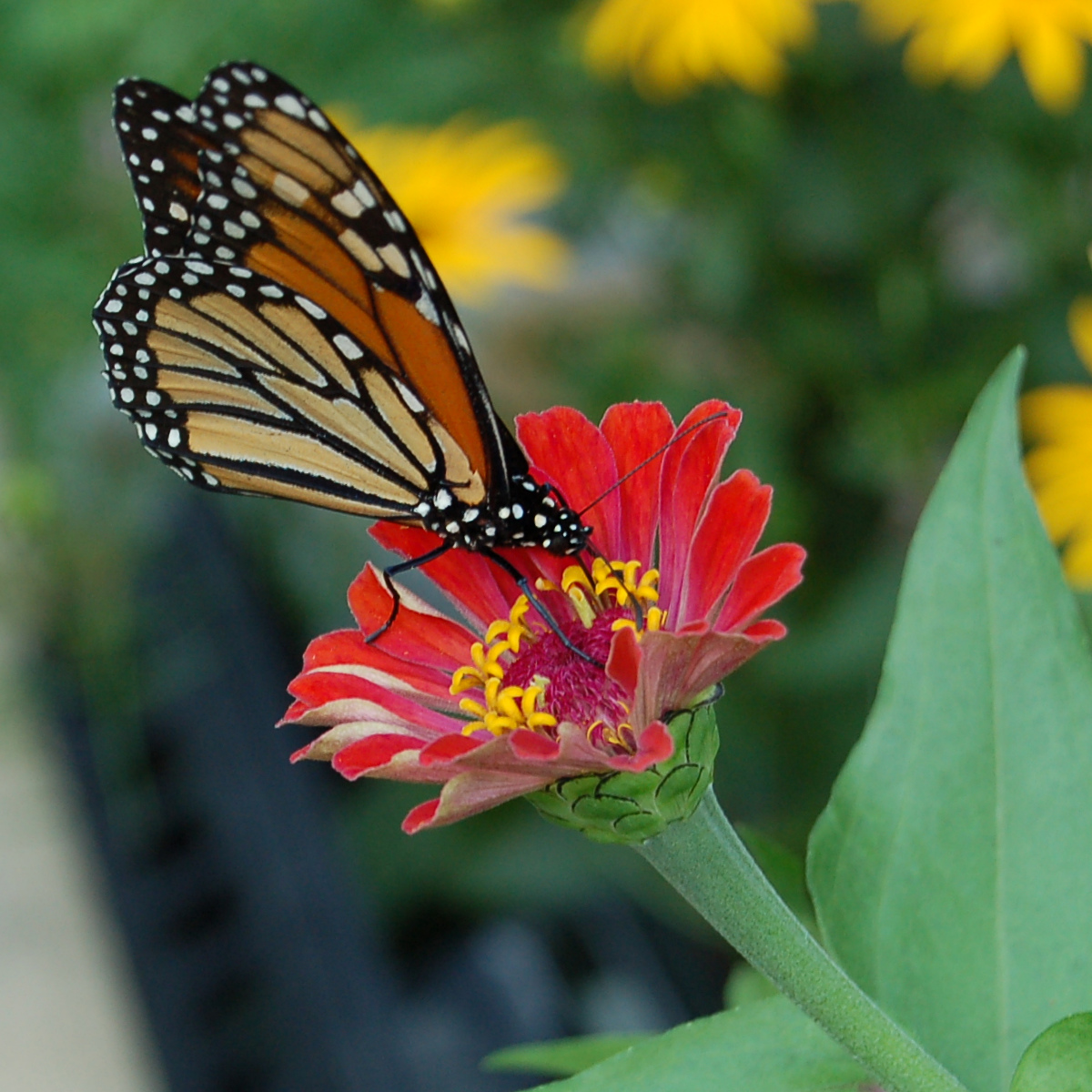
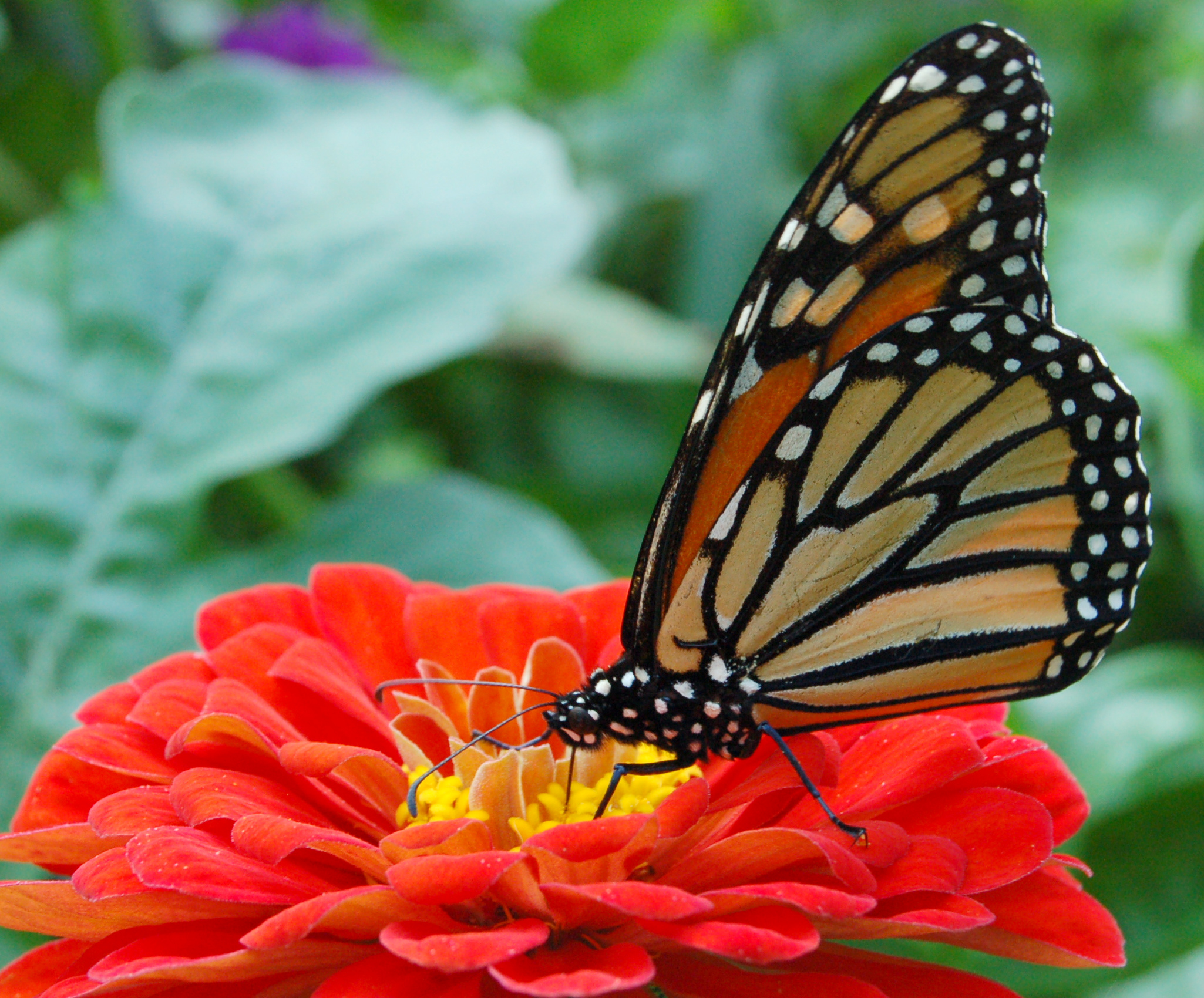